# 東京海上不動産投資顧問
東京海上不動産投資顧問株式会社（とうきょうかいじょうふどうさんとうしこもん）は、2003年2月に設立された東京海上グループの不動産投資を営いた会社。保険会社グループに属する不動産投資顧問会社としては、日本で唯一の存在であった。2016年10月に東京海上アセットマネジメントに吸収合併され消滅した。